# Lowell Bailey
Lowell Bailey (* 15. Juli 1981 in Siler City, North Carolina) ist ein ehemaliger US-amerikanischer Biathlet. Er ist der erste amerikanische Weltmeister im Biathlon.

## Karriere
Lowell Bailey aus Lake Placid gehörte seit 2001 dem US-Nationalkader an und wurde unter anderem von Per Nilsson und Armin Auchentaller trainiert. Seinen ersten größeren internationalen Auftritt hatte Bailey bei den Juniorenweltmeisterschaften 1999 in Pokljuka, wo er jedoch keine vorderen Platzierungen erreichte. Besser lief es ein Jahr später bei den Europameisterschaften in Zakopane, wo er als bestes Ergebnis einen zehnten Platz im Sprint erreichen konnte. Bei den Europameisterschaften, im Jahr darauf, in Haute-Maurienne gewann er Bronze im Sprint und in der Verfolgung. 2002 gab er sein Debüt im Biathlon-Weltcup. Bei einem Einzel in Antholz wurde er 65., startete danach jedoch zunächst im Europacup. In Chanty-Mansijsk nahm er 2003 erstmals, allerdings ohne größere Erfolge, an Biathlon-Weltmeisterschaften teil.
Seit der Saison 2005/06 startet Bailey regelmäßig im Weltcup. In Östersund konnte er als 29. erstmals Punkte erringen. Diese Platzierung konnte er bei den Olympischen Spielen 2006 in Turin als 27. im Einzel verbessern. Mit der Staffel konnte er als Neunter auch einen Achtungserfolg erreichen. In der nacholympischen Saison erreichte Bailey sein bis dahin bestes Ergebnis in einem Einzelrennen. In Hochfilzen wurde er nämlich 18. im Sprint. Bei den Weltmeisterschaften 2007 in Antholz konnte er erneut keine guten Einzelergebnisse erreichen, doch wurde er mit der Staffel Neunter. 2009 wurde er nordamerikanischer Sommerbiathlonmeister über die 10 km. Lowell Bailey nahm an den Olympischen Winterspielen 2010 teil. Sein bestes Resultat war der 36. Platz im Sprint und in der Verfolgung. Mit der Staffel belegte er Rang 13. In der Saison 2011/12 kam Bailey bei Sprintrennen in Östersund und in Kontiolahti auf fünfte Ränge und erreichte damit seine bisher besten Resultate im Weltcup.
Obwohl Lowell Bailey nach der Saison 2015/16 zurücktreten wollte, setzte er seine Karriere fort, nachdem ihn seine Frau Erika dazu überredet hatte. Bei den Weltmeisterschaften 2017 in Hochfilzen verpasste er mit dem 4. Platz im Sprint nur um gut sechs Sekunden seine erste Medaille bei Biathlon-Weltmeisterschaften. Im Verfolgungsrennen ging er als Zweiter auf die letzte Runde, wurde dann jedoch unter anderem von den Medaillengewinnern Johannes Thingnes Bø und Ole Einar Bjørndalen überholt und beendete das Rennen auf Rang 6. Im Einzelrennen ging er mit Startnummer 100 als einer der letzten Athleten auf die Strecke und war einer von nur drei Athleten, die das Rennen ohne Schießfehler beendeten. Er gewann das Rennen vor dem Tschechen Ondřej Moravec und dem Franzosen Martin Fourcade. Es war sein erster Sieg im Biathlon-Weltcup, seine erste Medaille bei Weltmeisterschaften und auch die erste Goldmedaille für einen US-amerikanischen Biathleten. Am 12. März erreichte er gemeinsam mit Susan Dunklee bei der Single-Mixed-Staffel beim Weltcup in Kontiolahti den zweiten Platz, es war die erste Podiumsplatzierung für eine US-amerikanische Staffelmannschaft seit dem März 1994 und erst die zweite Podiumsplatzierung in einem Staffelrennen für einen US-amerikanischen Biathleten. Die bislang einzige Podiumsplatzierung gelang Josh Thompson, Curt Schreiner, Darin Binning und Lyle Nelson mit einem dritten Platz am 31. Januar 1988 beim Weltcup in Ruhpolding.
Nach dem Staffelrennen am Holmenkollen in Oslo am 18. März 2018 beendete Bailey seine aktive Karriere. Es war für die US-amerikanische Mannschaft das letzte Rennen der Saison 2017/18, da sich der Verband dazu entschieden hatte, den letzten Weltcup im russischen Tjumen zu boykottieren.

## Sonstiges
Lowell Bailey war einer von wenigen Linksschützen im Biathlon.

## Statistik

### Biathlon-Weltcup-Platzierungen
Die Tabelle zeigt alle Platzierungen (je nach Austragungsjahr einschließlich Olympische Spiele und Weltmeisterschaften).
- 1.–3. Platz: Anzahl der Podiumsplatzierungen
- Top 10: Anzahl der Platzierungen unter den ersten zehn (einschließlich Podium)
- Punkteränge: Anzahl der Platzierungen innerhalb der Punkteränge (einschließlich Podium und Top 10)
- Starts: Anzahl gelaufener Rennen in der jeweiligen Disziplin
- Staffel: inklusive Mixed- und Single-Mixed-Staffeln

| Platzierung               | Einzel | Sprint | Verfolgung | Massenstart | Staffel | Gesamt |
| ------------------------- | ------ | ------ | ---------- | ----------- | ------- | ------ |
| 1. Platz                  | 1      |        |            |             |         | 1      |
| 2. Platz                  |        | 2      |            |             | 1       | 3      |
| 3. Platz                  |        |        |            |             |         |        |
| Top 10                    | 3      | 7      | 6          | 3           | 37      | 56     |
| Punkteränge               | 19     | 59     | 53         | 26          | 64      | 221    |
| Starts                    | 39     | 108    | 71         | 26          | 65      | 309    |
| Stand: Saisonende 2016/17 |        |        |            |             |         |        |

### Weltmeisterschaften
Ergebnisse bei Biathlon-Weltmeisterschaften
| Weltmeisterschaften | Weltmeisterschaften        | Einzel | Sprint | Verfolgung | Massenstart | Staffel | Mixed-Staffel |
| Jahr                | Ort                        | Einzel | Sprint | Verfolgung | Massenstart | Staffel | Mixed-Staffel |
| ------------------- | -------------------------- | ------ | ------ | ---------- | ----------- | ------- | ------------- |
| 2003                | Chanty-Mansijsk            | 43.    | 59.    | 50.        | -           | 17.     |               |
| 2006                | Pokljuka (Mixedstaffel-WM) |        |        |            |             |         | 18.           |
| 2007                | Antholz                    | 41.    | 48.    | 50.        | -           | 9.      | DNS           |
| 2008                | Östersund                  | 56.    | 61.    | -          | -           | 15.     | -             |
| 2009                | Pyeongchang                | 22.    | 55.    | 22.        | 18.         | 21.     | -             |
| 2011                | Chanty-Mansijsk            | 78.    | 32.    | 45.        | -           | 6.      | -             |
| 2012                | Ruhpolding                 | 38.    | 20.    | 20.        | 25.         | 10.     | 12.           |
| 2013                | Nové Město                 | 29.    | 32.    | 13.        | 13.         | 14      | 8.            |
| 2015                | Kontiolahti                | 24.    | 17.    | 36.        | 13.         | 14.     | 8.            |
| 2016                | Oslo                       | 15.    | 29.    | 36.        | 10.         | 8.      | 10.           |
| 2017                | Hochfilzen                 | 1.     | 4.     | 6.         | 6.          | 7.      | 16.           |

### Olympische Winterspiele
Ergebnisse bei Olympischen Winterspielen:
|                                             | Einzelwettbewerbe | Einzelwettbewerbe | Einzelwettbewerbe | Einzelwettbewerbe | Staffelwettbewerbe | Staffelwettbewerbe |
| Sprint                                      | Verfolgung        | Einzel            | Massenstart       | Herrenstaffel     | Mixedstaffel       |                    |
| ------------------------------------------- | ----------------- | ----------------- | ----------------- | ----------------- | ------------------ | ------------------ |
| Olympische Winterspiele 2006 \| Turin       | 46.               | 48.               | 27.               |                   | 9.                 |                    |
| Olympische Winterspiele 2010 \| Vancouver   | 36.               | 36.               | 57.               |                   | 13.                |                    |
| Olympische Winterspiele 2014 \| Sotschi     | 35.               | 38.               | 8.                | 23.               | 16.                | 8.                 |
| Olympische Winterspiele 2018 \| Pyeongchang | 33.               | 32.               | 51.               | –                 | 6.                 | 15.                |

## Trivia
Das Lied für die US-amerikanische Biathlonmannschaft „Fire them down“ wurde von Lowell Bailey geschrieben und gemeinsam mit dem Rest der Mannschaft aufgenommen.